# Purpuricenus subnotatus
Purpuricenus subnotatus là một loài bọ cánh cứng trong họ Cerambycidae.